# Dywizjon Okrętów Podwodnych (LWP)
Dywizjon Okrętów Podwodnych – pododdział Marynarki Wojennej PRL utworzony z dniem 15 grudnia 1945 roku rozkazem naczelnego dowódcy Wojska Polskiego z 30 listopada 1945 roku. W jego skład weszły wówczas trzy okręty podwodne odzyskane z internowania w Szwecji ORP „Żbik”, „Ryś” oraz „Sęp”. Pierwszym dowódcą jednostki został mianowany dowódca przedwojennego Dywizjonu Okrętów Podwodnych kmdr por. Aleksander Mohuczy.
Stan etatowy dywizjonu stanowiło wówczas 201 etatów, w tym 51 oficerskich, jednak faktyczny stan osobowy wynosił 72 ludzi. Podstawową część personelu stanowiły początkowo osoby które wraz ze swoim okrętami powróciły z internowania, uzupełnione niewielką liczbą osób które zdecydowały się na powrót do Polski z Wielkiej Brytanii. Pierwsze uzupełnienie 14 osobami z kraju miało miejsce 4 listopada 1945 roku, na koniec zaś 1949 roku skład osobowy wynosił 171 osób. W dywizjonie obok typowego szkolenia morskiego, silny nacisk kładziony był na indoktrynację polityczną – w skład załogi każdego okrętu wchodził zastępca dowódcy do spraw polityczno-wychowawczych, w skład zaś dowództwa dywizjonu wchodziła sekcja polityczno-wychowawcza, których zadaniem było „wyjaśnienie istoty i charakteru władzy ludowej”. W miarę pozyskiwania do służby osób wyszkolonych w kraju po wojnie, przedwojenna kadra – jako niepewna politycznie – była usuwana z wojska. W roku 1951 aresztowano 8 marynarzy z załogi „Sępa” pod sfingowanymi przez Główny Zarząd Informacji (IW) zarzutami planowania porwania okrętu i ucieczki do Szwecji. Jeden z marynarzy został stracony, siedmiu zaś otrzymało kary 15 lat więzienia. W związku ze zużyciem okrętów typu Wilk, w 1955 roku obie jednostki tego typu zostały wycofane ze służby. 16 sierpnia 1955 roku dywizjon został rozformowany, a na jego miejsce utworzono 1. Brygadę Okrętów Podwodnych.

## Historia
Dywizjon został utworzony w dniu 15 grudnia 1945 roku na mocy rozkazu Naczelnego Dowódcy Wojska Polskiego, jak samodzielny pododdział Marynarki Wojennej. W jego skład weszły sprowadzone ze Szwecji ORP „Sęp, ORP „Ryś i ORP „Żbik”, gdzie były internowane.
Po utworzeniu w skład dywizjonu weszli przede wszystkim członkowie załóg tych okrętów, którzy powrócili do Polski. Później do dywizjonu zaczęto wcielać marynarzy przeszkolonych w Szkole Specjalistów Morskich. Okręty natomiast z uwagi na zużycie zostały skierowane do remontów. Dopiero w 10 października 1947 roku pierwszy z okrętów ORP „Sęp” rozpoczął pływanie jako jednostka bojowa, kolejne z okrętów rozpoczęły służbę bojową w latach następnych.
W październiku 1952 roku w skład dywizjonu miał wejść sprowadzony na holu z Wielkiej Brytanii ORP „Wilk”, lecz ze względu na jego stan techniczny zrezygnowano z tego, a okręt został zezłomowany.
W związku ze zużyciem technicznym w 1955 roku wycofano ze służby okręty ORP „Ryś” i ORP „Żbik”, w ich miejsce zaczęto wprowadzać otrzymane od ZSRR okręty podwodne typu M-XV.
W związku ze liczebną rozbudową w dniu 16 sierpnia 1955 roku dywizjon został rozformowany, a na jego bazie utworzono 1. Brygadę Okrętów Podwodnych.

## Dowódcy
- kmdr por. Aleksander Mohuczy (15 grudnia 1945 – 28 lutego 1947)
- kmdr ppor./kmdr por. Władysław Salamon (28 lutego 1947 – 31 lipca 1948)
- kmdr ppor./kmdr por. Bolesław Romanowski (31 lipca 1948 – 10 lipca 1950)
- kmdr ppor. Bronisław Szul (10 lipca 1950 – 30 marca 1951)
- kmdr ppor./kmdr por. Jan Smirnow (30 marca 1951- 1 stycznia 1955)
- kmdr por. Bronisław Szul (1 stycznia 1955 – 16 sierpnia 1955)[1]